# Esquipulas

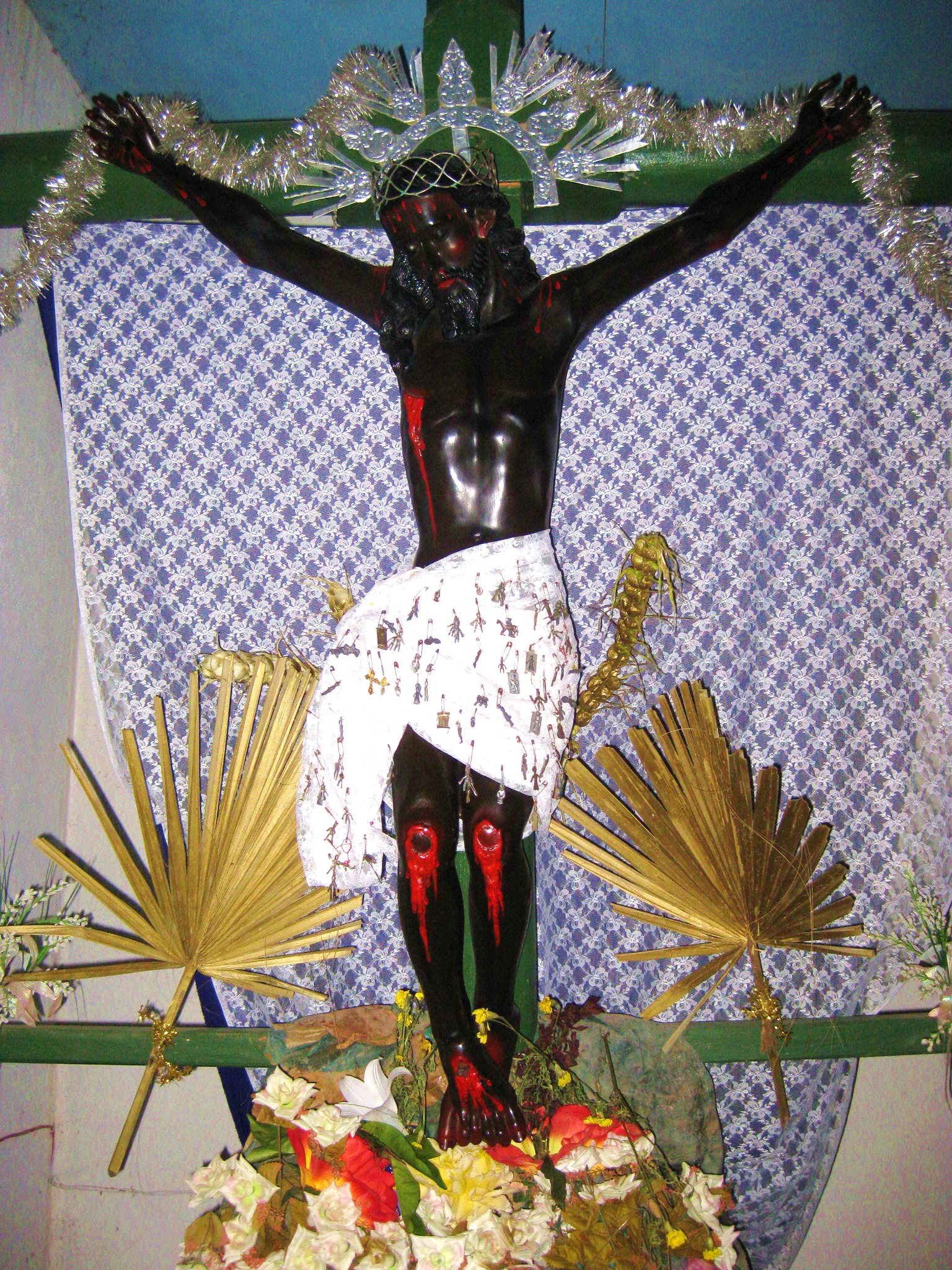
Krucyfiks. Bazylika w Esquipulas

Esquipulas – miasto we wschodniej Gwatemali, w departamencie Chiquimula, siedziba gminy o tej samej nazwie.
Bazylika w Esquipulas jest miejscem kultu figury Czarnego Chrystusa i celem licznych pielgrzymek. Figura została wystawiona w 1595 roku. Miejsce zostało odwiedzone przez papieża Jana Pawła II podczas podróży apostolskiej w 1996.